# Holzblock

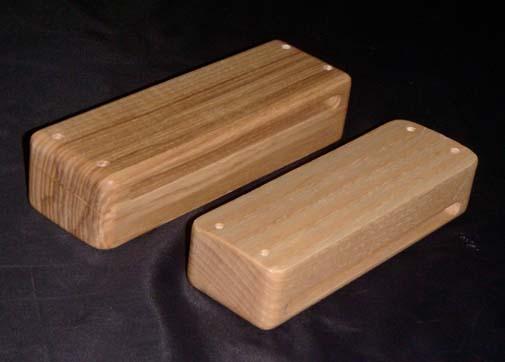
Holzblock

Der Holzblock (englisch Woodblock) ist ein zu den Schlitztrommeln gehörendes Perkussionsinstrument, das vereinzelt in der asiatischen und lateinamerikanischen Musik sowie in einigen Kompositionen der Neuen Musik eingesetzt wird. Ein hohler quaderförmiger Hartholzblock mit einem seitlichen Schlitz wird mit einem Holzstock geschlagen. Der erzeugte Klang des Schlaginstruments ist höher und klarer als bei einem Tempelblock.
Ein Holzblock misst 15 bis 30 Zentimeter in der Länge, 8 bis 15 Zentimeter in der Breits und 7 bis 10 Zentimeter in der Dicke. Als Material wird wie bei Xylophonen Hartholz verwendet, bevorzugt Teak.

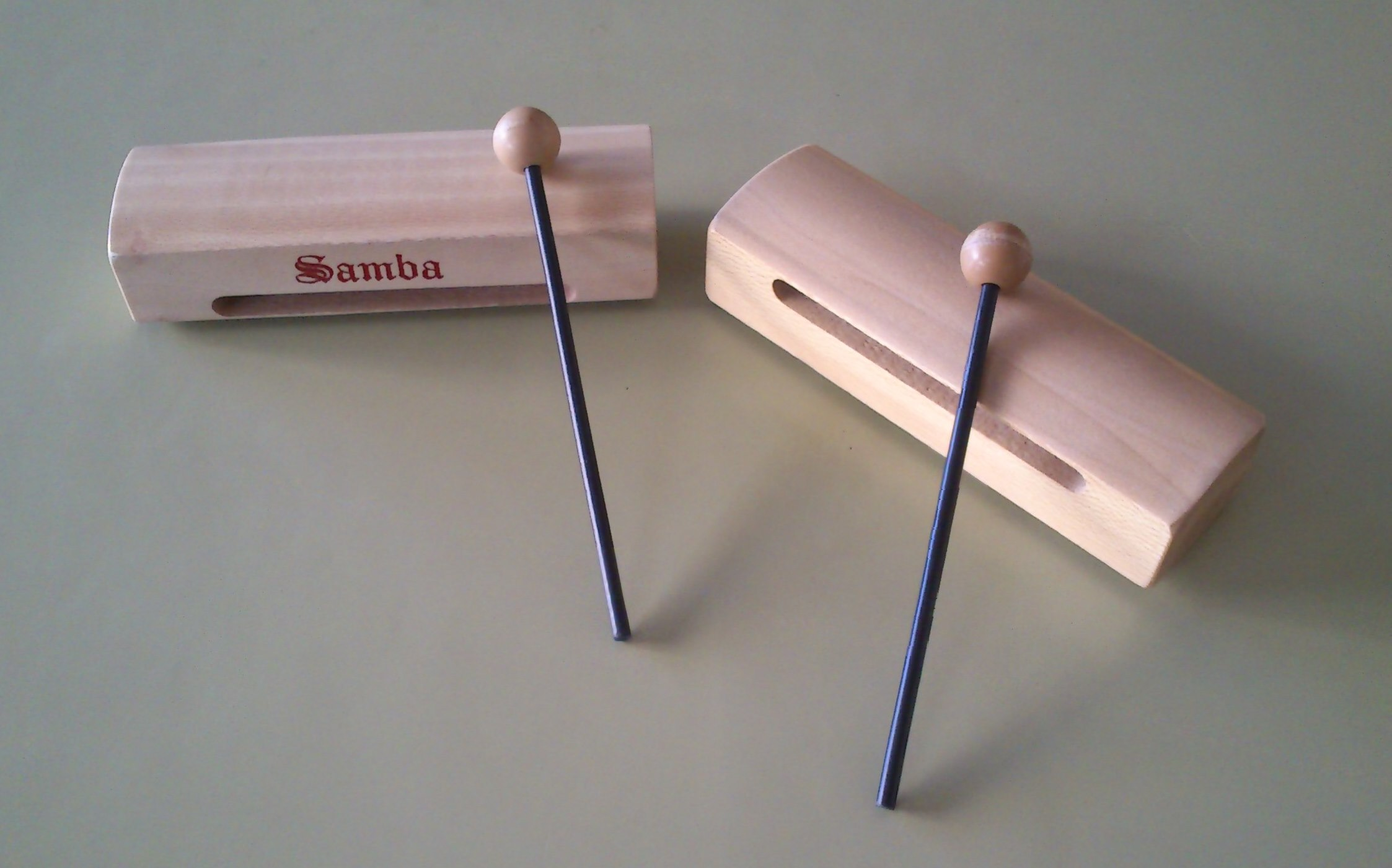
Je nach Seite produziert der Holzblock unterschiedlich hohe Töne.

Kunststoffausführungen von Holzblöcken heißen Jamblock, sie werden in Guggenmusiken oft eingesetzt, üblicherweise in fünffacher, unterschiedlich gestimmter Ausführung.
Der Holzblock ist ein Aufschlagidiophon, während die aus zwei Holzstäben bestehenden Claves zu den Gegenschlagidiophonen zählen.
In China ist der Holzblock als nanbangzi bekannt.